# Sodenberg
Der Sodenberg (481,3 m ü. NHN, früher Schottenberg oder Kiliansberg) ist ein Basaltkegel am Ufer der Fränkischen Saale auf der Gemarkung der Stadt Hammelburg im bayerischen Landkreis Bad Kissingen zwischen den Ortschaften Ochsenthal und Weickersgrüben. Er bildet die Grenze zwischen der waldreichen Südrhön und dem fränkischen Hügelland. Ein Großteil des Bergs ist Bestandteil des FFH- und Naturschutzgebiets Sodenberg-Gans.
Als Besonderheit ist der inzwischen aufgelassene Steinbruch zu sehen. In der ersten Hälfte des 20. Jahrhunderts wurde Basalt aus dem Vulkanschlot gefördert, so dass nun in dem umgebenden Kalkgestein ein Krater mit etwa 150 Meter Durchmesser enthalten ist, der in etwa dem Magmapfropfen entspricht. Die ursprüngliche Form des Bergs habe nach alter Überlieferung einem schlafenden Löwen geglichen, wobei der Kopf des Löwen dem Basaltabbau zum Opfer fiel. Mit ihm verschwand auch die mittelalterliche Burgruine Sodenberg (Kilianstein), die auf der früher 506 m ü. NN hohen Gipfelkuppe stand.
Ausgehend von Gut Sodenberg führt ein Wanderweg um den Berg, der am Krater und dem ehemaligen Steinbruchgelände vorbeiführt. Am Weg sind Relikte der Steinbruchvorrichtungen wie etwa ein Tunnel und Mauerreste zu sehen. Vom Gelände des ehemaligen Steinbruchs öffnet sich ein weiter Blick nach Norden auf die Saale und in die Rhön mit ihren Basaltkuppen.
In den Frühlingsmonaten ist der Berg ein Anziehungspunkt für alle Blumenliebhaber wegen des massenhaften Vorkommens von Märzenbechern, Küchenschellen und Adonisröschen.

## Steinbruch und Basaltwerk
Der Steinbruch wurde 1904 vom Unternehmen Leimbach & Co. angelegt. Durch seine verkehrsgünstige Lage an der Bahnstrecke Gemünden–Bad Kissingen entwickelte es sich bald zu den größten Werken der Firma. Das Gelände gehörte den Freiherren von Thüngen und war von diesen langjährig verpachtet worden.
Der Basaltsteinbruch lag unterhalb der damals noch vorhandenen Burgruinen. In seiner Nähe war ein Brechergebäude, ein Maschinengebäude für die zum Antrieb benötigte Dampfmaschine mit Kühlturm sowie ein Kantinen- und Schlafraum gebaut. An Werktagen übernachteten bis zu 200 Arbeiter in dem Gebäude. Vom Brecherwerk führte eine Seilbahn zum Bahnhof in Morlesau, mit welcher der gesamte geförderte Schotter abtransportiert wurde.
Die jüdischen Besitzer des Steinbruchs verloren 1936 durch Arisierung ihr Eigentum. Er wurde vom vormaligen technischen Direktor Hans Leimbach übernommen. Diese zahlte nach dem Zweiten Weltkrieg 75.000 DM Wiedergutmachung an Fritz Stein, einen der ehemaligen Besitzer. Nach dem Tod von Leimbach wurde der Steinbruch noch bis 1958 von dessen Neffen Hermann Steinhard weitergeführt. Die Grube hatte damals eine Tiefe von 70 m erreicht und es erschien aufgrund der Gefahren durch Steinschlag zu gefährlich weiter abzubauen.
Eine Nachfolgefirma wollte aus dem Abraum Schotter gewinnen, musste aber nach kurzer Zeit wegen finanzieller Schwierigkeiten wieder aufgeben. In den 1960er Jahren plante die Überlandwerk Unterfranken ein Pumpspeicherkraftwerk mit Wasser aus der Saale in der Abbaugrube. Dies ließ sich nicht realisieren, da die Grubenwände zu wasserdurchlässig sind.

## Geotop
Der Basaltbruch Sodenberg ist vom Bayerischen Landesamt für Umwelt als wertvolles Geotop (Geotop-Nummer: 672A001) ausgewiesen.

## Bilder

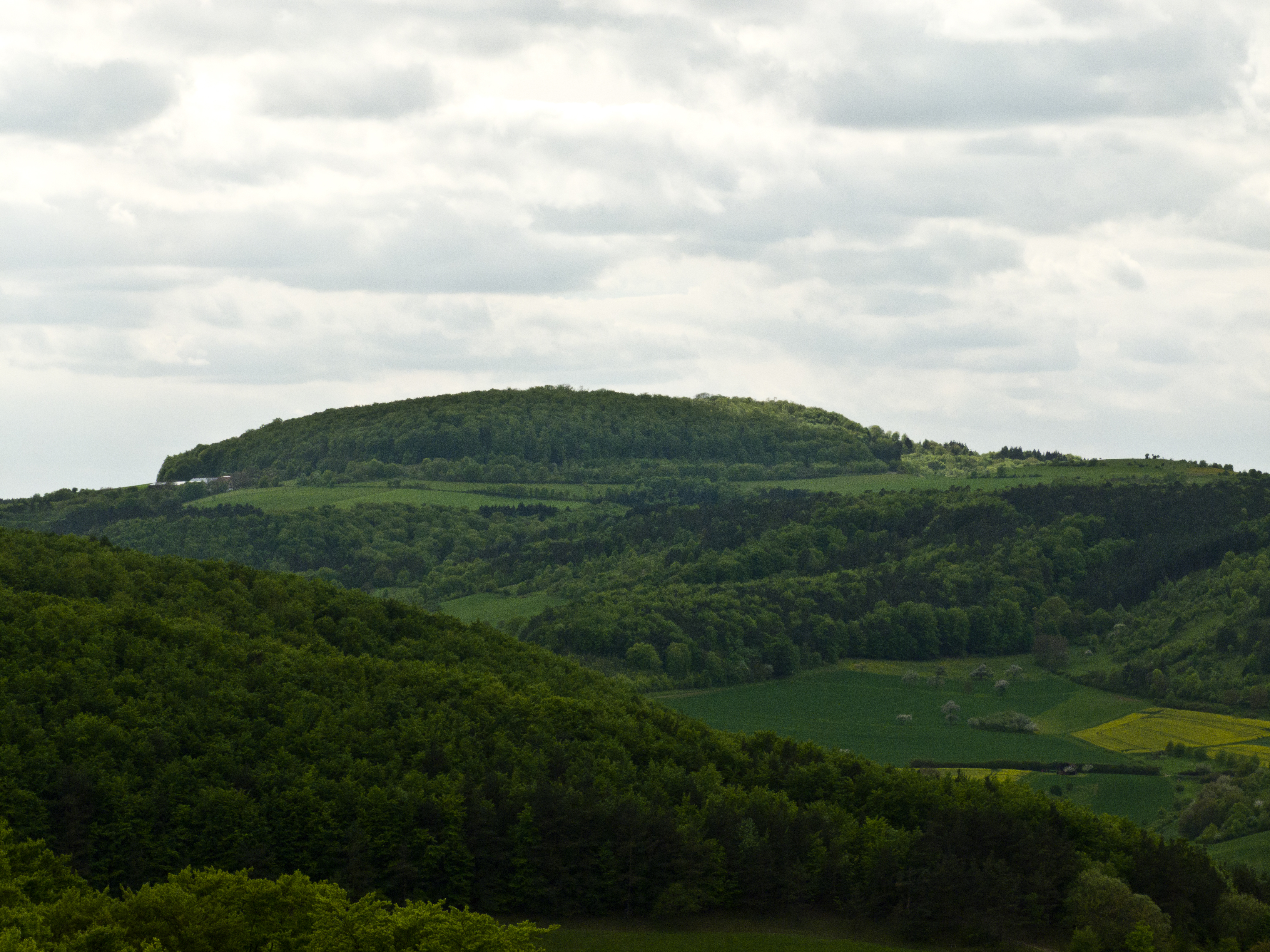
Der Sodenberg von Schloss Saaleck
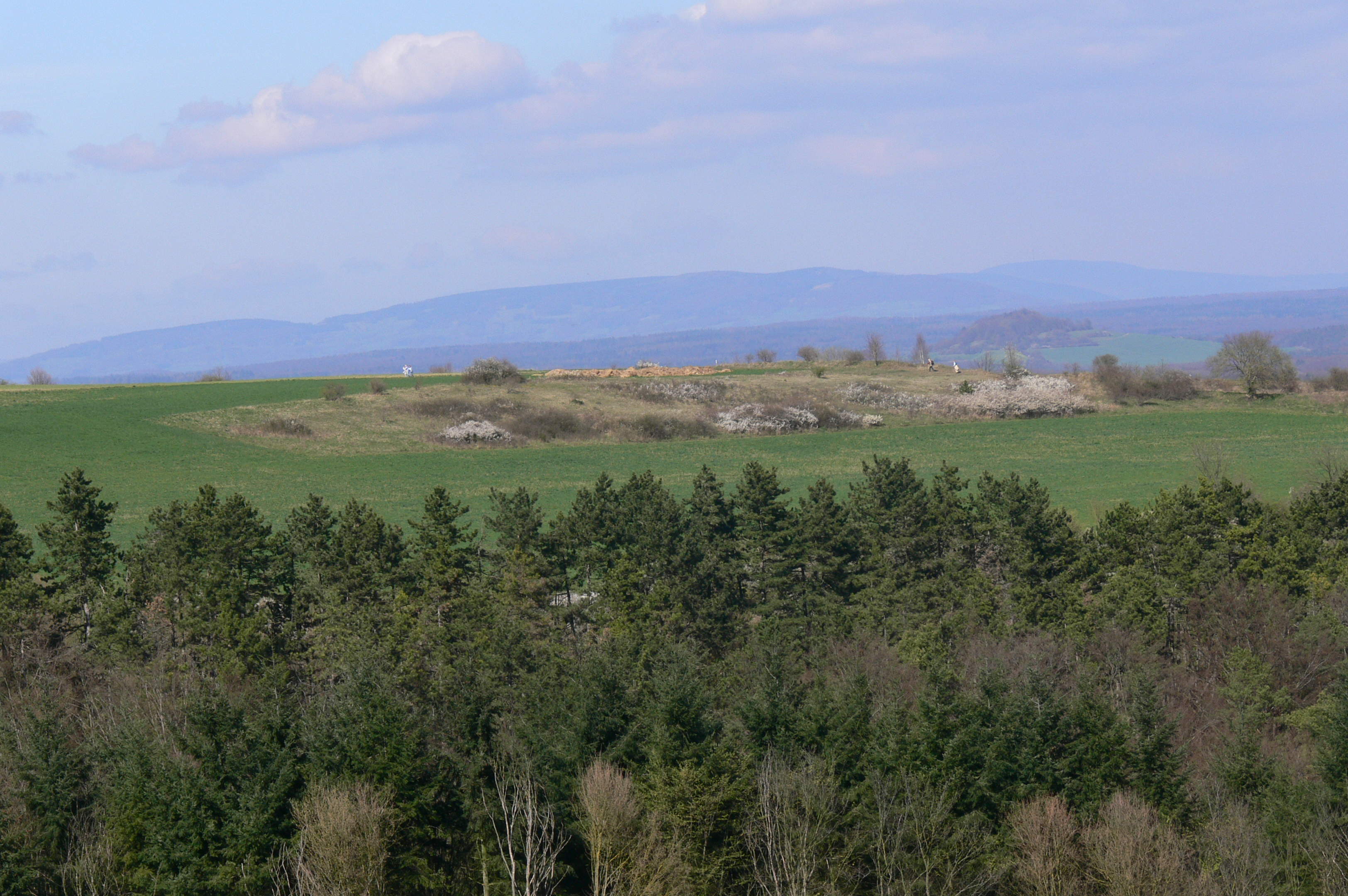
Blick über den Gipfel zu den Rhönbergen
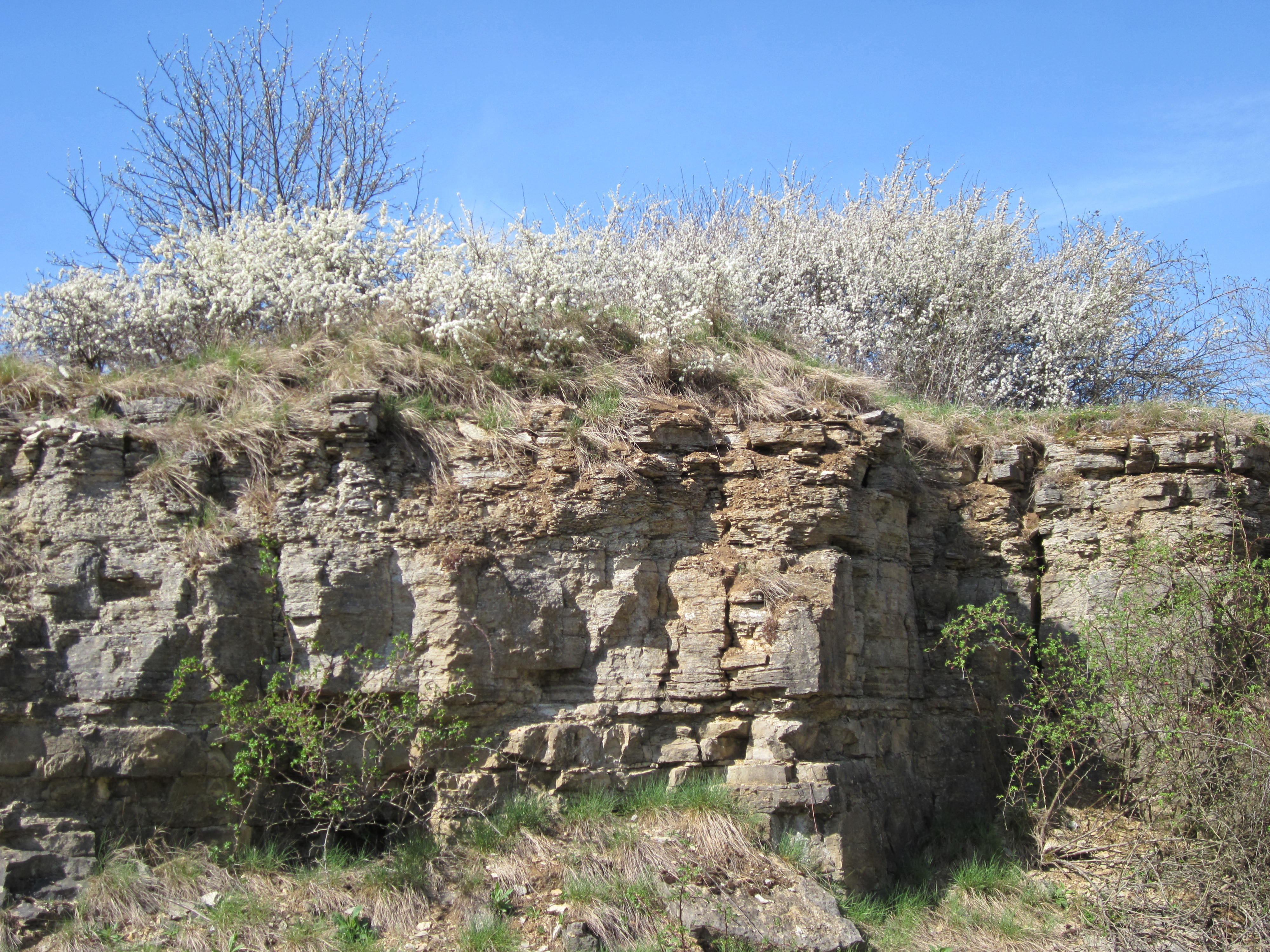
Alter Kalksteinbruch mit blühender Schlehenhecke
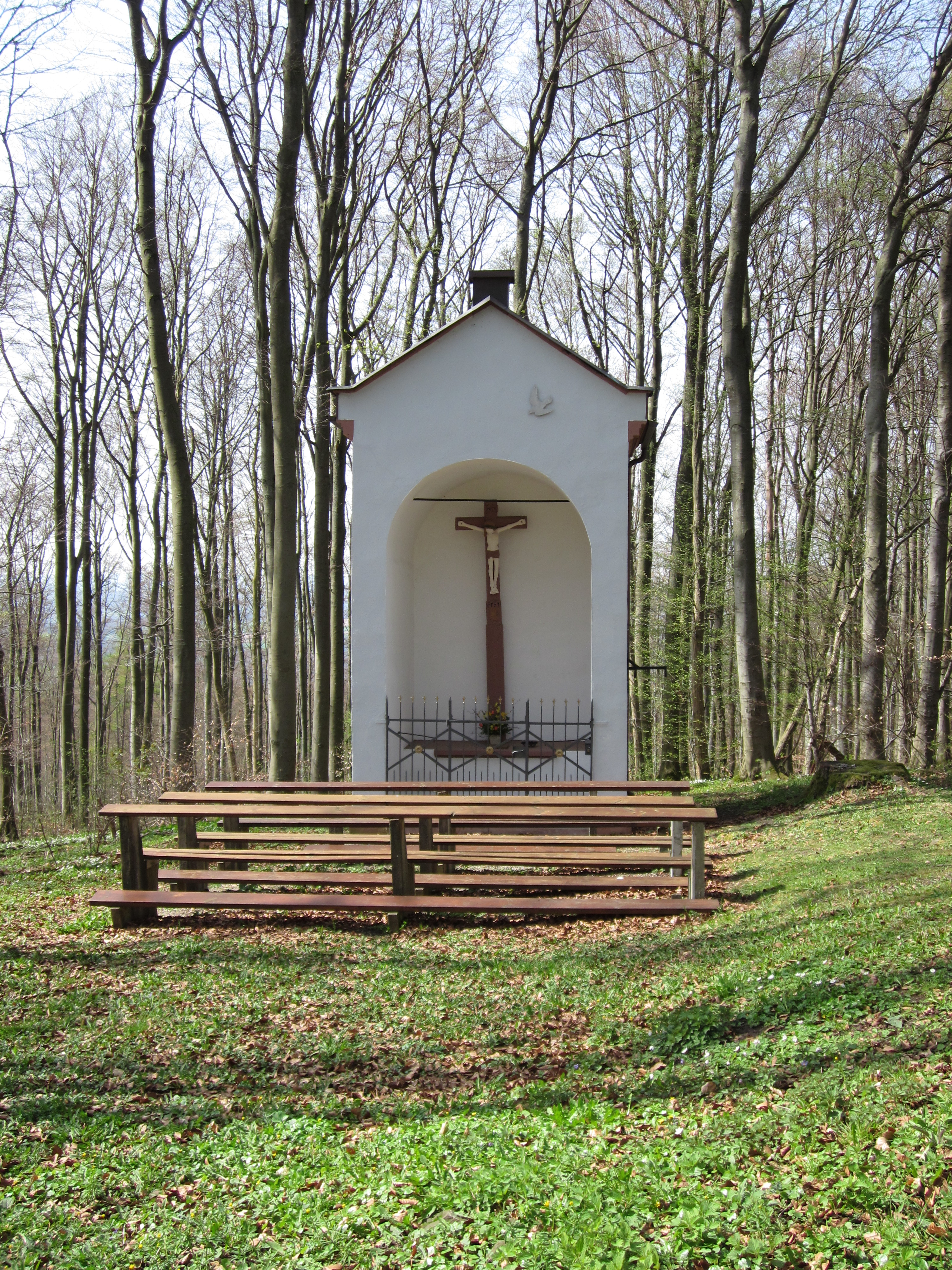
Die Sodenberg-Kapelle am Kraterrand
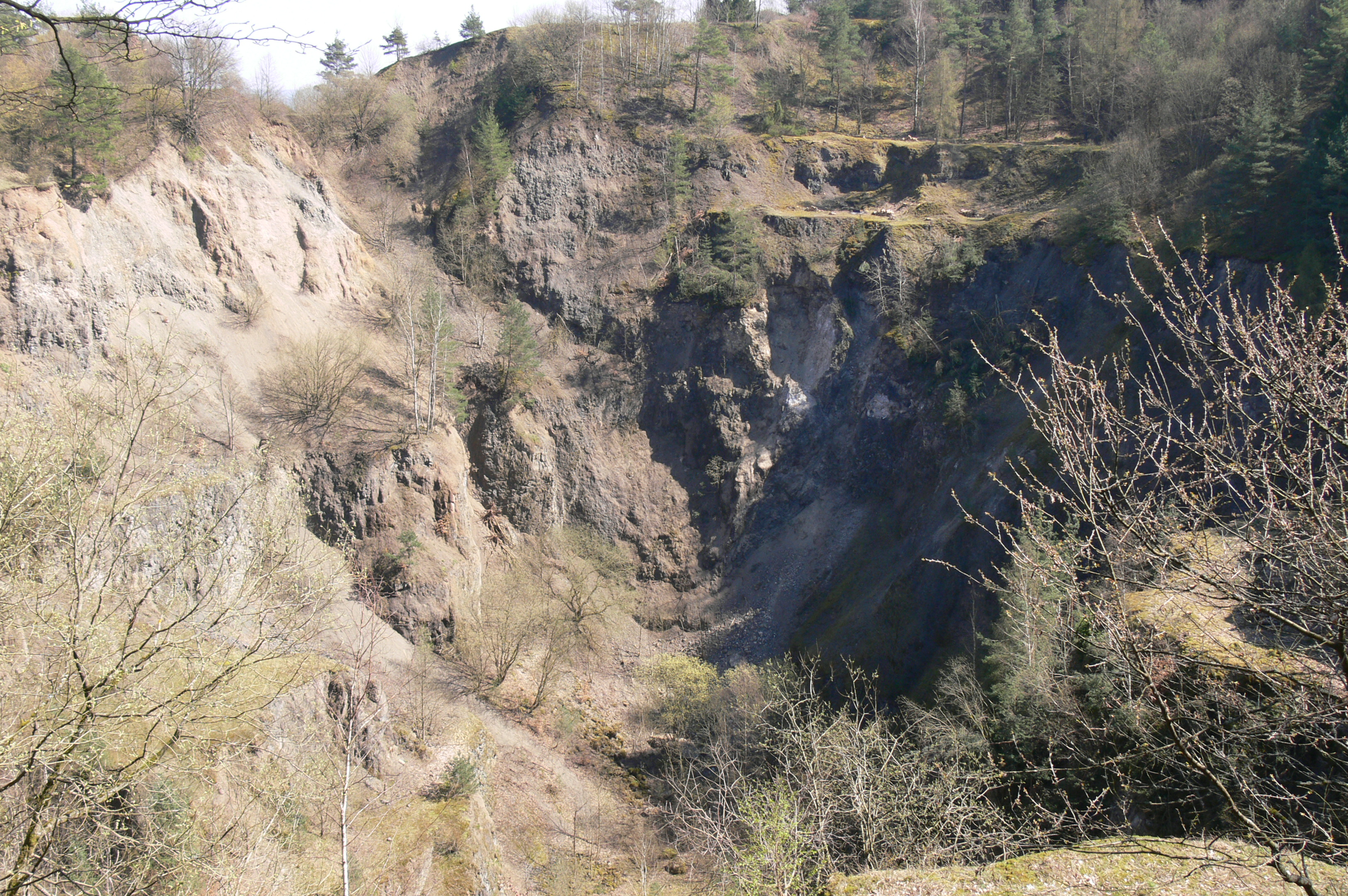
Blick in den „Krater“ (alter Basaltsteinbruch)
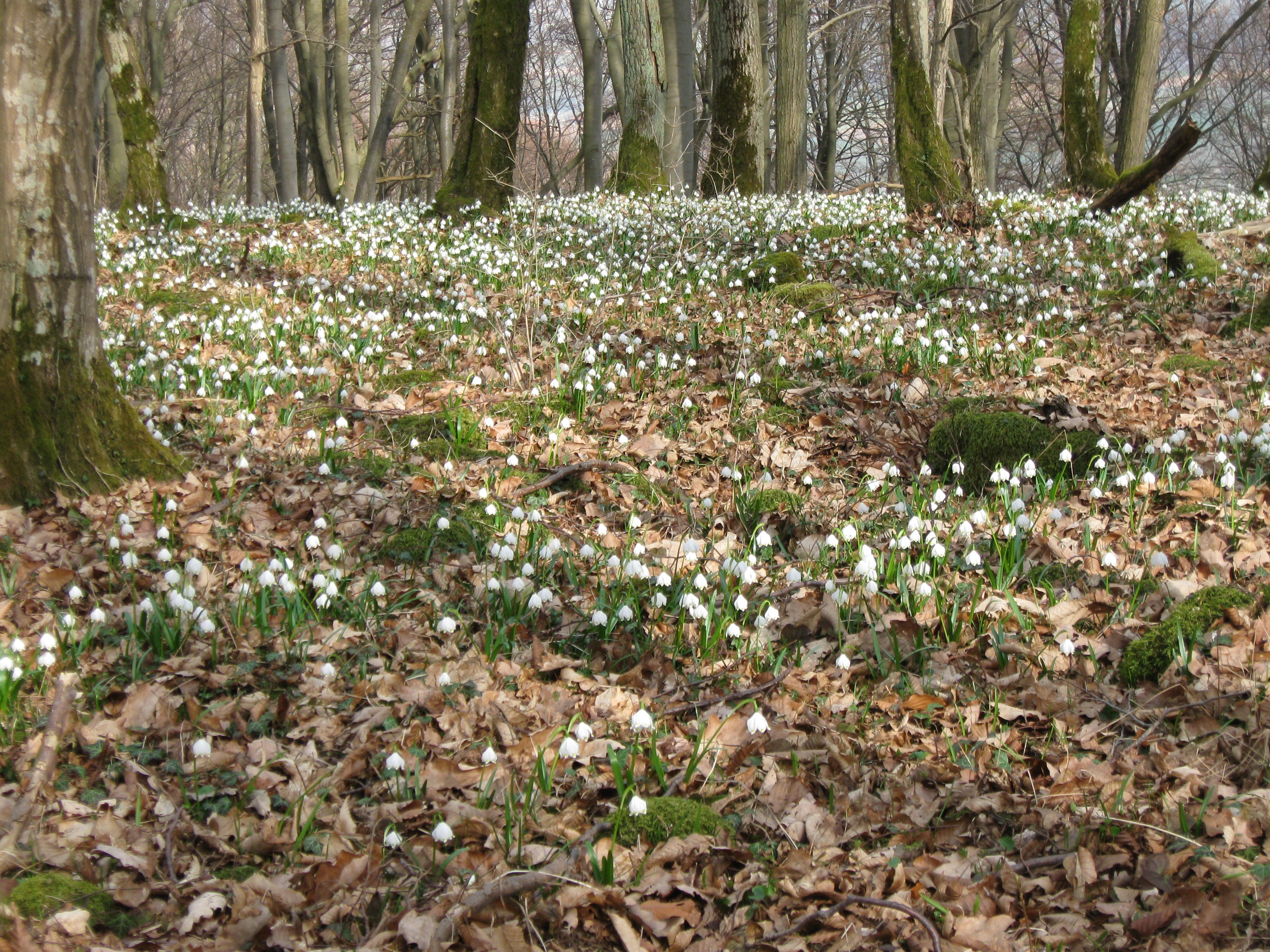
Märzenbecher am Sodenberg
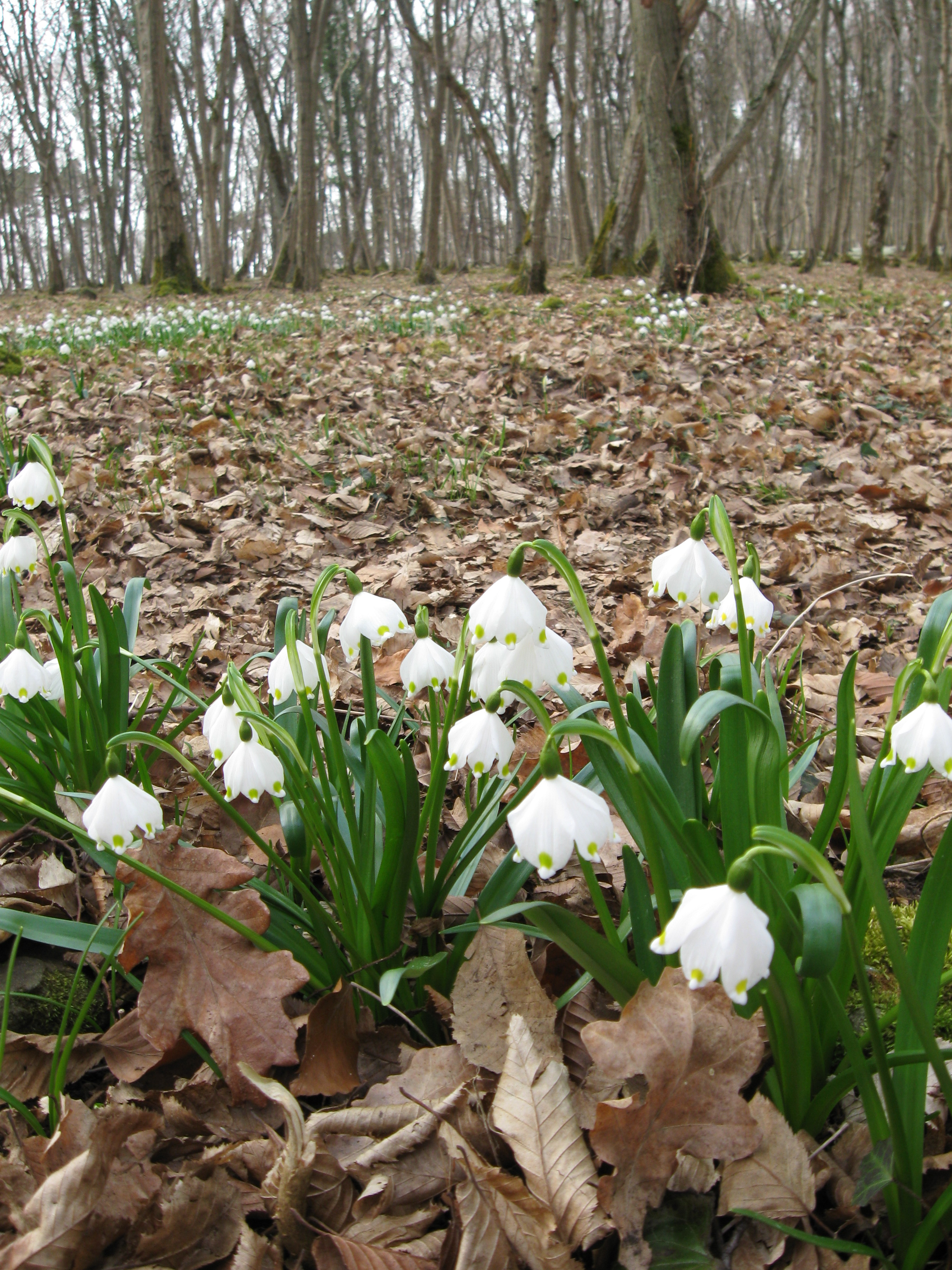
Märzenbecher am Sodenberg
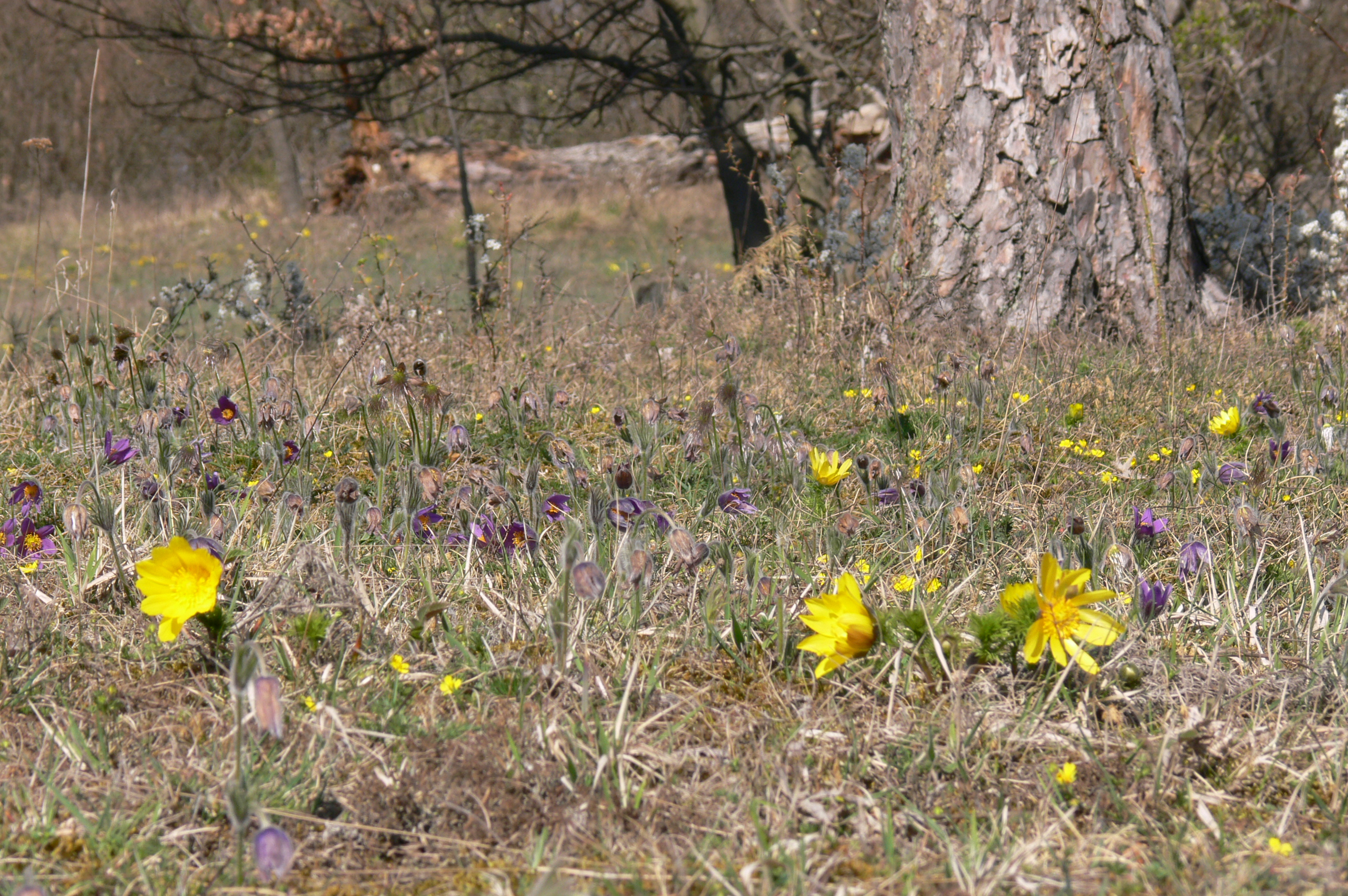
Adonisröschen und Küchenschellen am Sodenberg
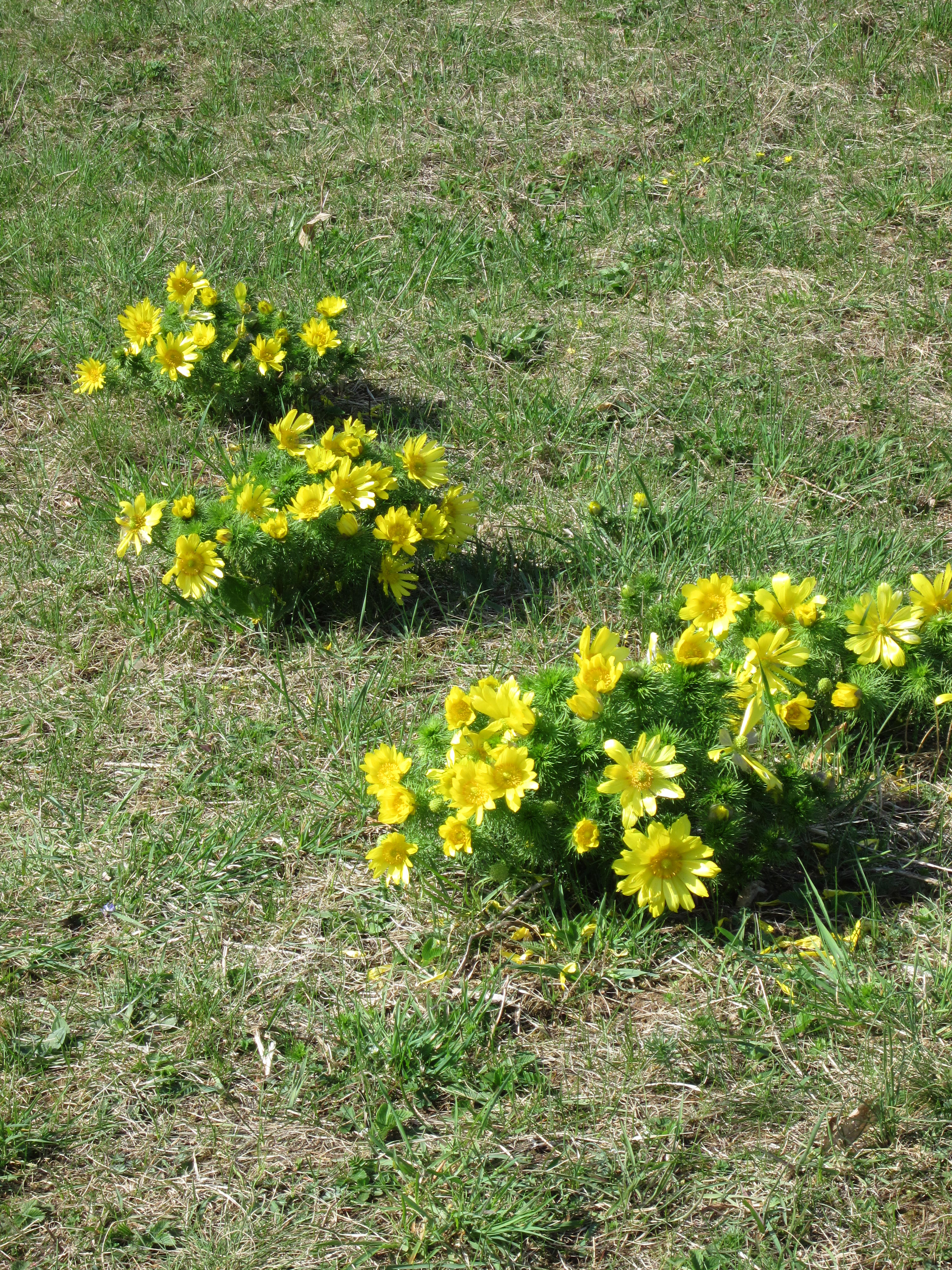
Adonisröschen am Sodenberg
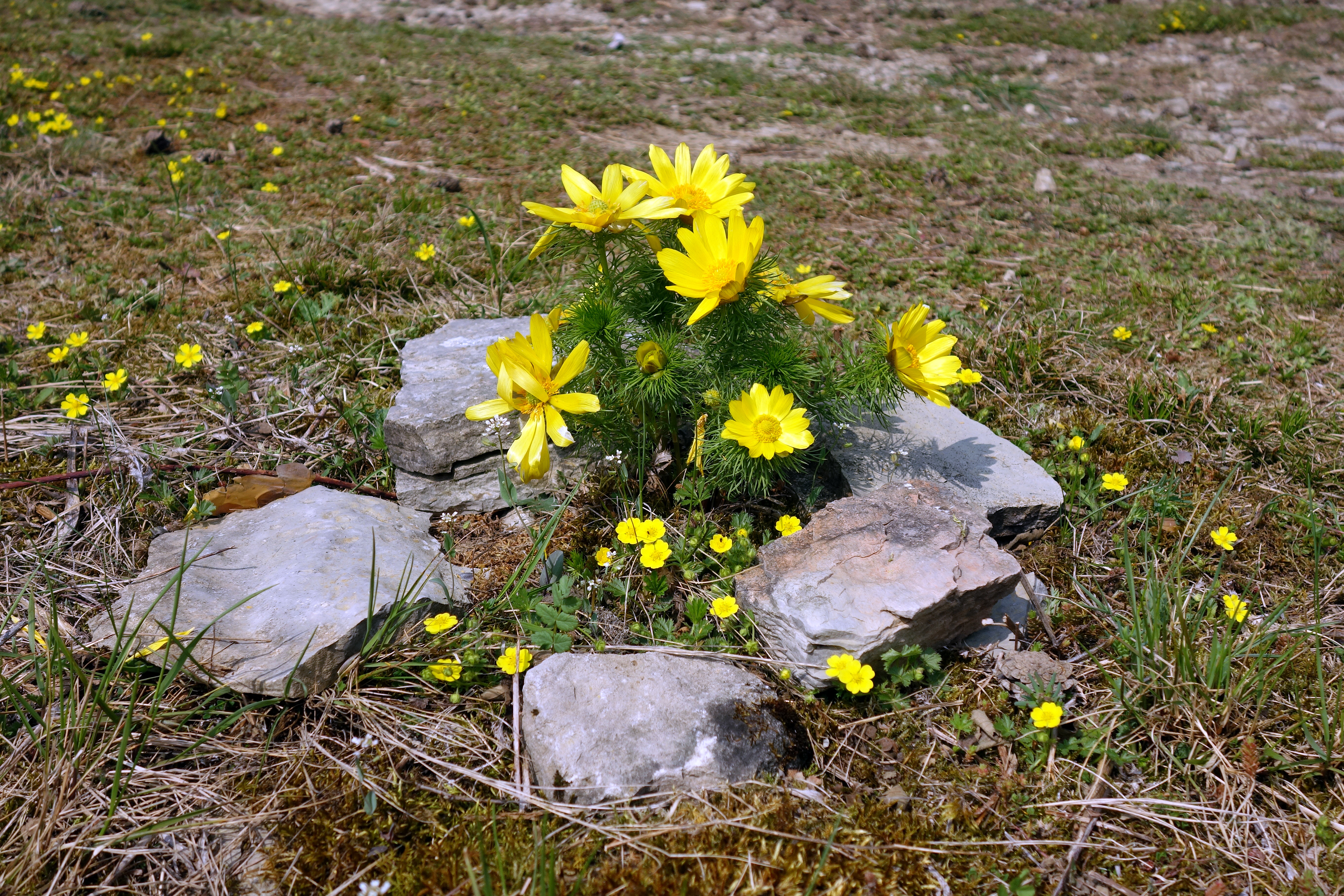
Frühlings-Adonisröschen am Sodenberg